# M típusú kisbolygók
Az M típusú kisbolygók a kisbolygóknak egy olyan sajátos csoportját alkotják, melyeknek felszínét a fémes anyagok uralják. Ezt a felszínükről visszavert színkép jellegzetes spektrumlefutása jelzi. A visszaverési színkép igen hasonlít a vasmeteoritokéra.

## Helyük a Naprendszerben
A kisbolygók színképi osztályozására először a C. R. Chapman és munkatársai által 1975-ben bevezetett C (carbonos, szenes), S (szilikátos) és egy harmadik „nemosztályozott” (U) típussal történt. Röviddel ez után fölismerték, hogy a meredeken emelkedő színkép a fémes anyagokra jellemző és kiegészítették az M (metal, fémes) típussal. Később a Gradie és Tedesco-féle kisbolygó-színkép elhelyezkedési térkép azt mutatta, hogy a kisbolygóöv E típusú színképi tartományát kifelé az M típusú színképpel rendelkező kisbolygók nagy számú tagja övezi.

## Jellemzőik az E típusúakkal összehasonlítva
Az igen jó fényvisszaverő képességű E típusú kisbolygókhoz képest (ami 0,3 és e fölötti) az M típusúak albedója kisebb (0,1–0,2 közé esik). Színképük szintén egyenletesen csökkenő lefutású a rövidebb hullámhosszak felé. Az is közös vonás színképükben, hogy nincsen benne jellemző elnyelési vonal a látható és közeli infravörös tartományban. A legnagyobb M típusú kisbolygó a 16 Psyche.